# Valentín Alsina (politico)
José Valentín de Alsina y Ruano (Buenos Aires, 16 dicembre 1802 – Buenos Aires, 6 settembre 1869) è stato un giurista e politico argentino.

## Biografia
Nato a Buenos Aires da una famiglia catalana, compì i suoi studi presso l'Università nazionale di Córdoba. Durante il governo del primo presidente argentino Bernardino Rivadavia ricoprì l'incarico di sottosegretario del Ministero degli Esteri, mentre sotto il mandato di Vicente López y Planes presiedette la Camera di Giustizia.
Con la presa del potere da parte di Juan Manuel de Rosas passò all'opposizione. Nonostante l'iniziale protezione fornitagli dal suocero Manuel Vicente Maza, che verrà successivamente assassinato dai sicari rosisti, Alsina fu incarcerato. Grazie all'aiuto di un ufficiale americano riuscì a fuggire a Montevideo dove divenne uno dei leader dell'opposizione anti-rosista ed editore della rivista Comercio del Plata. 
Con la caduta di Rosas in seguito alla battaglia di Caseros del febbraio 1852, Alsina rientrò in patria ponendosi alla guida dell'opposizione a Justo José de Urquiza, il nuovo uomo forte della Confederazione Argentina. A seguito della rivoluzione dell'11 settembre 1852, che aveva visto la secessione di Buenos Aires dal resto del Paese, egli fu nominato governatore del nuovo stato. Alsina tuttavia ricoprì l'incarico per un breve periodo a causa delle sue posizioni estremamente radicali nei confronti dei federales. Come giudice presiedette due celebri processi celebrati contro i due noti più noti capi della Mazorca, Ciriaco Cuitiño e Leandro Antonio Alen.
Nel 1857 fu eletto governatore dello Stato di Buenos Aires che, grazie agli introiti della dogana, stava attraversando un momento di grande prosperità e sviluppo economico. Durante il mandato di Alsina si ricordano l'inaugurazione della prima ferrovia argentina e il rientro a Buenos Aires della salma del primo presidente Rivadavia. Sul piano politico cercò di contrastare l'azione di Urquiza mediante l'appoggio agli unitarios nella provincia di San Juan, capitanati dal futuro presidente Domingo Faustino Sarmiento. La sconfitta delle truppe porteñe nella battaglia di Cepeda nel 1859 contro gli eserciti dei federali lo costrinse tuttavia alle dimissioni. Negli ultimi anni della sua vita ricoprì l'incarico di senatore. È sepolto nel cimitero della Recoleta.

## Famiglia
Il figlio Adolfo sarà vicepresidente dell'Argentina dal 1868 al 1874, ministro della Marina e governatore della provincia di Buenos Aires.
Il figlio Adolfo Alsina sarà a sua volta governatore della provincia di Buenos Aires e ricoprirà l'incarico di vicepresidente dal 1868 al 1874 sotto il mandato di Domingo Faustino Sarmiento.